# CSS Zen Garden
(CssZenGarden.com)

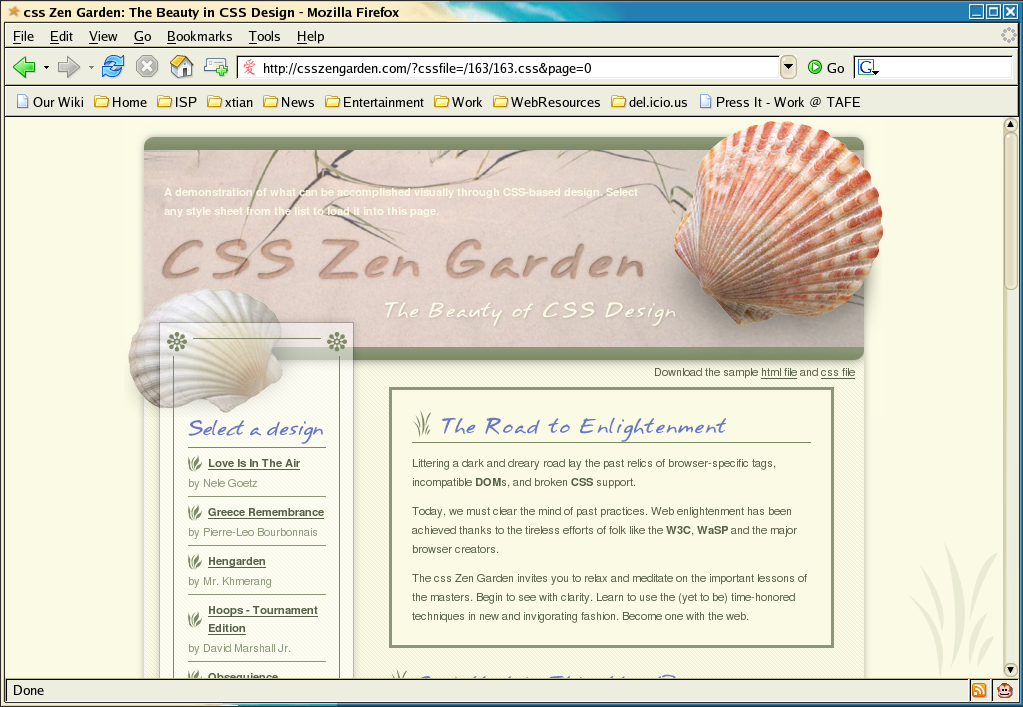
Altro progetto grafico del sito.

Il CSS Zen Garden è una delle risorse per lo sviluppo del World Wide Web. L'obiettivo del sito è quello di mostrare cosa è possibile fare con il design basato sui CSS. I fogli di stile hanno contribuito grazie ai graphic designer di tutto il mondo ad essere utilizzati per cambiare la visualizzazione visiva di un singolo file HTML, producendo centinaia di disegni differenti.
Oltre al riferimento a un file CSS esterno, il markup HTML non cambia mai. Tutte le differenze visive sono il risultato di un CSS (che supporta anche le immagini). Il sito è stato tradotto in più lingue e conta nel 2011 di 210 progetti provenienti da ogni parte del globo.

## Storia
Quando è stato lanciato a maggio del 2003 conteneva solo 5 progetti.
A febbraio 2005, The Zen of CSS Design (Peachpit Press) è stato pubblicato dall'autore del sito CSS Zen Garden Dave Shea e dal web designer Molly Holzschlag. Il libro si basa su 36 progetti presenti sul sito. A luglio 2005 è stato tradotto in italiano ed è stato pubblicato col nome di Lo zen e l'arte del Web con il CSS (Mondadori Informatica).
"Il Giardino" stesso ha ispirato siti web simili in altre lingue; Shea dice di essere stato ispirato da un esperimento di Chris Casciano chiamato "Daily CSS Fun" (Divertimento quotidiano dei CSS), e un concorso legato ai CSS di HotBot, un motore di ricerca.
Il sito CSS Zen Garden non è al momento attivo e sviluppato ed è stato aggiornato per l'ultima volta nel mese di aprile 2008.

## Progetti grafici
La tabella riporta i dati e i collegamenti ai progetti dei graphic designer italiani.
| Numero | Progetto       | Autore           |
| ------ | -------------- | ---------------- |
| 54     | Gecko's Eye    | Greco Sandra     |
| 120    | Medioevo       | Pennisi Emiliano |
| 121    | 60's Lifestyle | Pennisi Emiliano |
| 145    | Paravion       | Pennisi Emiliano |
| 149    | Uncultivated   | Carboni Mario    |
| 178    | Pinups         | Pennisi Emiliano |
| 180    | Vertigo        | Cella Antonio    |